# Assefa Mezgebu

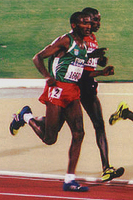
Assefa Mezgebu (grünes Trikot) im Jahr 2000

Assefa Mezgebu (* 19. Juni 1978 im Bezirk Sidama, Region der südlichen Nationen, Nationalitäten und Völker) ist ein äthiopischer Langstreckenläufer.
Als jüngerer Bruder des ebenfalls erfolgreichen Läufers Ayele (* 6. Januar 1973, 1992 Vizejuniorenweltmeister im 3000-Meter-Hindernislauf, 1994 Achter bei den Crosslauf-Weltmeisterschaften) überflügelte er bald diesen und wurde bei den Leichtathletik-Weltmeisterschaften 1997 Fünfter im 10.000-Meter-Lauf. Auch im Crosslauf zeichnete sich Assefa aus und gewann bei den Weltmeisterschaften in dieser Disziplin 1998 eine Bronzemedaille und 2000 eine Silbermedaille.
Bei den Weltmeisterschaften 1999 blieb er über 10.000 m knapp hinter Haile Gebrselassie (ETH) und Paul Tergat (KEN) und gewann die Bronzemedaille. Auch im Jahr darauf bei den Olympischen Spielen in Sydney holte er Bronze über 10.000 m, ebenfalls nur geschlagen von Haile Gebrselassie und Paul Tergat.
Seinen letzten großen Erfolg errang er bei den Weltmeisterschaften 2001 in Edmonton. Diesmal kam er vor seinem Landsmann Haile ins Ziel und gewann hinter Charles Waweru Kamathi (KEN) Silber.
Mittlerweile ist er auf die Marathondistanz übergewechselt, konnte dort aber bislang nicht an seine Erfolge auf der Bahn anknüpfen. Bei der Maratona di Sant’Antonio 2007 wurde er Fünfter in 2:15:47 h, beim Zürich-Marathon 2008 Sechster in 2:14:52 h.

## Bestzeiten
- 3000 m: 7:28,45 min, 8. August 1998, Monaco
- 5000 m: 12:53,84 min, 28. August 1998, Brüssel
- 10.000 m: 26:49,90 min, 30. August 2002, Brüssel
- 15-km-Straßenlauf: 43:28 min, Nijmegen, 19. November 2000
- Marathon: 2:14:52 h, 20. April 2008, Zürich